# Cathédrale Saint-Alban de St Albans
La cathédrale Saint-Alban de St Albans (Cathedral and Abbey Church of Saint Alban) est située à St Albans (Hertfordshire), dans la région de l'Est-Anglie (Angleterre).

## Histoire
À l'origine, la cathédrale est l'église abbatiale d'un monastère bénédictin fondé par le roi de Mercie, Offa, en 793, pour abriter les restes d'Alban de Verulamium, le premier martyr britannique, mort pendant la persécution de Dioclétien autour de 303.
Selon Matthieu Paris (moine de St Albans), auteur d'une Gesta Abbatum Sancti Albani (Geste des abbés de St Albans), son premier abbé est un dénommé Willegod, proche parent du roi Offa. L'abbaye est jouxtée à une église d'une grande magnificence, décrite par Bède le Vénérable dans son Histoire ecclésiastique (I, 7).
L'église abbatiale saxonne n'est plus visible car le premier abbé normand, Paul de Caen, la fait entièrement reconstruire à partir de 1077 en style roman, réutilisant à cet effet les briques récupérées sur le site de la ville romaine de Verulamium.
La conception et la construction sont supervisées par le normand Robert le Maçon. Le plan, qui comporte quelques éléments anglo-saxons, est clairement influencé par les travaux français à Cluny, Bernay et Caen. Son plan est similaire à celui de l'église Saint-Étienne de Caen et de Cantorbéry.
Pour profiter au maximum de la colline, l'abbaye est orientée vers le sud-est. L'abbatiale cruciforme est la plus grande bâtie en Angleterre à l'époque. Elle a un chœur de quatre travées, un transept avec sept absides et une nef de dix travées, soit une construction de quinze travées au total. Robert accorde une attention particulière aux fondations solides en atteignant le substrat rocheux et en faisant passer un mur continu de briques, de silex et de mortier en couches. Au-dessous de la tour de croisement, de grandes pierres spéciales sont utilisées.
La tour est la seule grande tour de croisée du XIe siècle encore debout en Angleterre. Robert commence avec des murs de soutènement particulièrement épais et quatre piliers de briques massifs. La tour à quatre niveaux se termine à chaque étage par des contreforts serrés aux trois niveaux inférieurs et des contreforts circulaires au quatrième étage. La structure entière se compose de 5 000 tonnes et mesure 44 mètres de haut. La tour était probablement surmontée d'un toit pyramidal.
L'abbatiale est achevée en 1089 mais n'est consacrée que le 28 décembre 1128 par Geoffroi le Breton, archevêque de Rouen, en présence du roi d'Angleterre Henri Ier Beauclerc, d'évêques et de nobles.

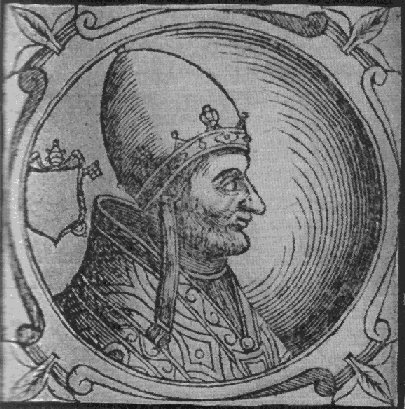
Le pape anglais Adrien IV a fait ses études à Saint-Alban.

Au XIe siècle, Nicolas Brakespear, qui étudie dans sa jeunesse à Saint-Alban, devient pape sous le nom d'Adrien IV. Reconnaissant, il prend l'abbaye sous sa protection et lui donne la préséance sur les autres abbayes anglaises.
Le bâtiment construit au XIe siècle, avec sa tour haute de 44 mètres, est conservé en grande partie. Il est agrandi, une première fois au XIIIe siècle, puis une seconde fois au XIVe siècle après qu'une partie s'est effondrée en 1323. Le plafond du clocher qui abrite 12 cloches est particulièrement remarquable par ses panneaux représentant les roses rouges et blanches des maisons royales de Lancastre et d’York qui s'affrontent lors des batailles de St Albans.
Durant tout le Moyen Âge, l'abbaye attire des pèlerinages à la châsse du saint, espérant la guérison du corps et de l’âme, et perpétue ainsi une tradition mentionnée pour la première fois par saint Germain, évêque d'Auxerre, qui visita la tombe en 429. 
En 1521, Thomas Wolsey, cardinal d'York, la reçoit en régime de la commende — instance unique dans l'histoire anglaise d'une pratique largement répandue en Europe.

### Église paroissiale, puis cathédrale

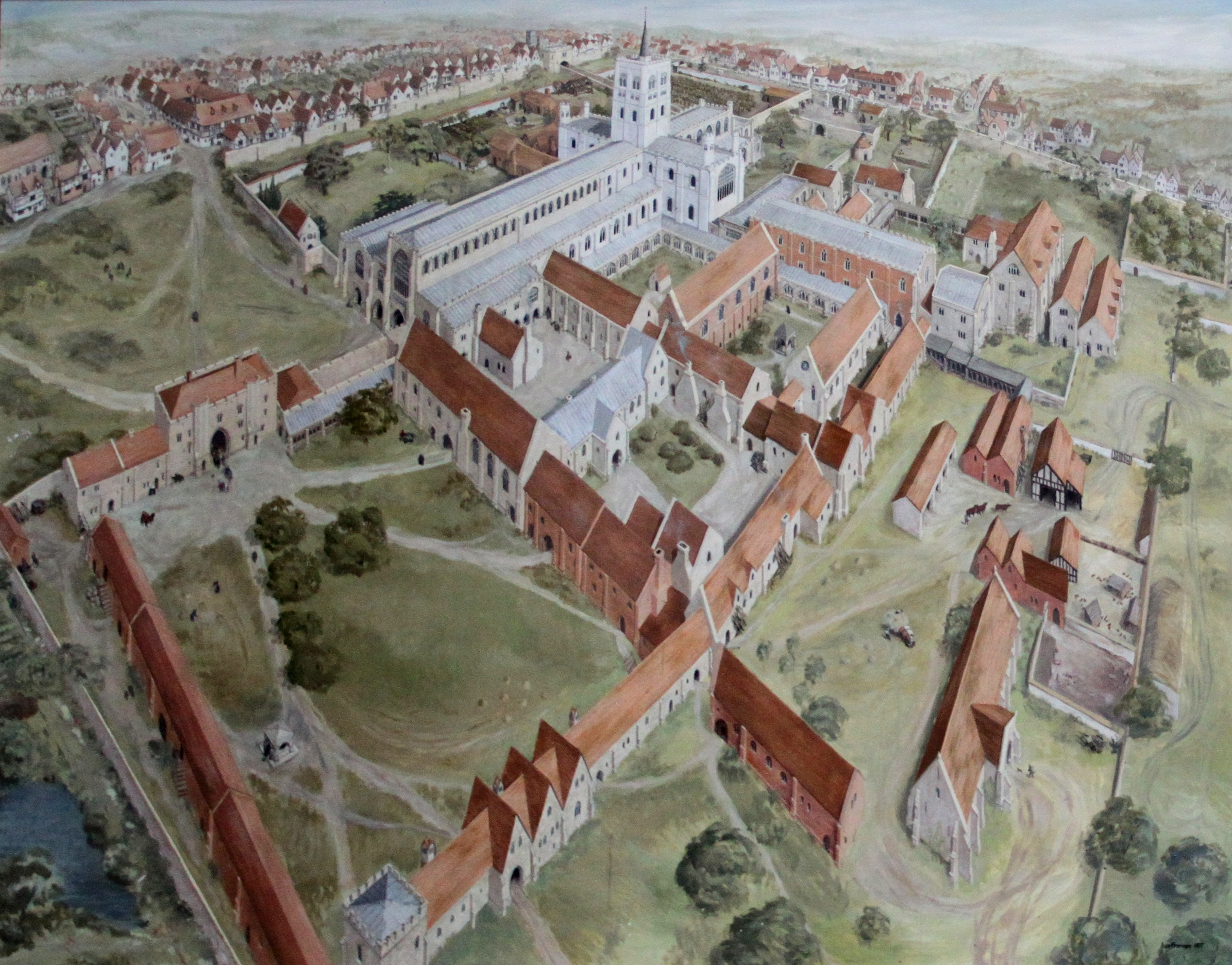
Restitution de l'abbaye de St Albans avant la dissolution du monastère. Peinture exposée dans la nef de la cathédrale.

En 1539, après la dissolution des monastères ordonnée par le roi Henri VIII, l'édifice connaît le début d'une période difficile qui dure près de 300 ans. Il est vendu comme église paroissiale à la ville qui, en l’absence de fonds suffisants, le laisse se détériorer. Les seuls bâtiments subsistants sont l'ancienne porte (1365) et l'église abbatiale, rachetée en 1553 par la Couronne anglaise et ainsi préservée de la destruction.
En 1877, l’ancienne église abbatiale est consacrée cathédrale et entièrement restaurée.

## Les cloches et la tour
Des cloches sont installées dès la première construction de la cathédrale. Dix siècles plus tard, en 2010, treize nouvelles cloches sont installées dans la tour après leur consécration le 4 septembre 2010.
La plus ancienne cloche encore utilisée dans la cathédrale est la cloche de Sanctus qui a été installée vers 1290.
La tour de la cathédrale est la plus ancienne tour Normande du pays et est construite à partir de briques romaines récupérées sur le site de la ville de Verulamium.

## Galerie

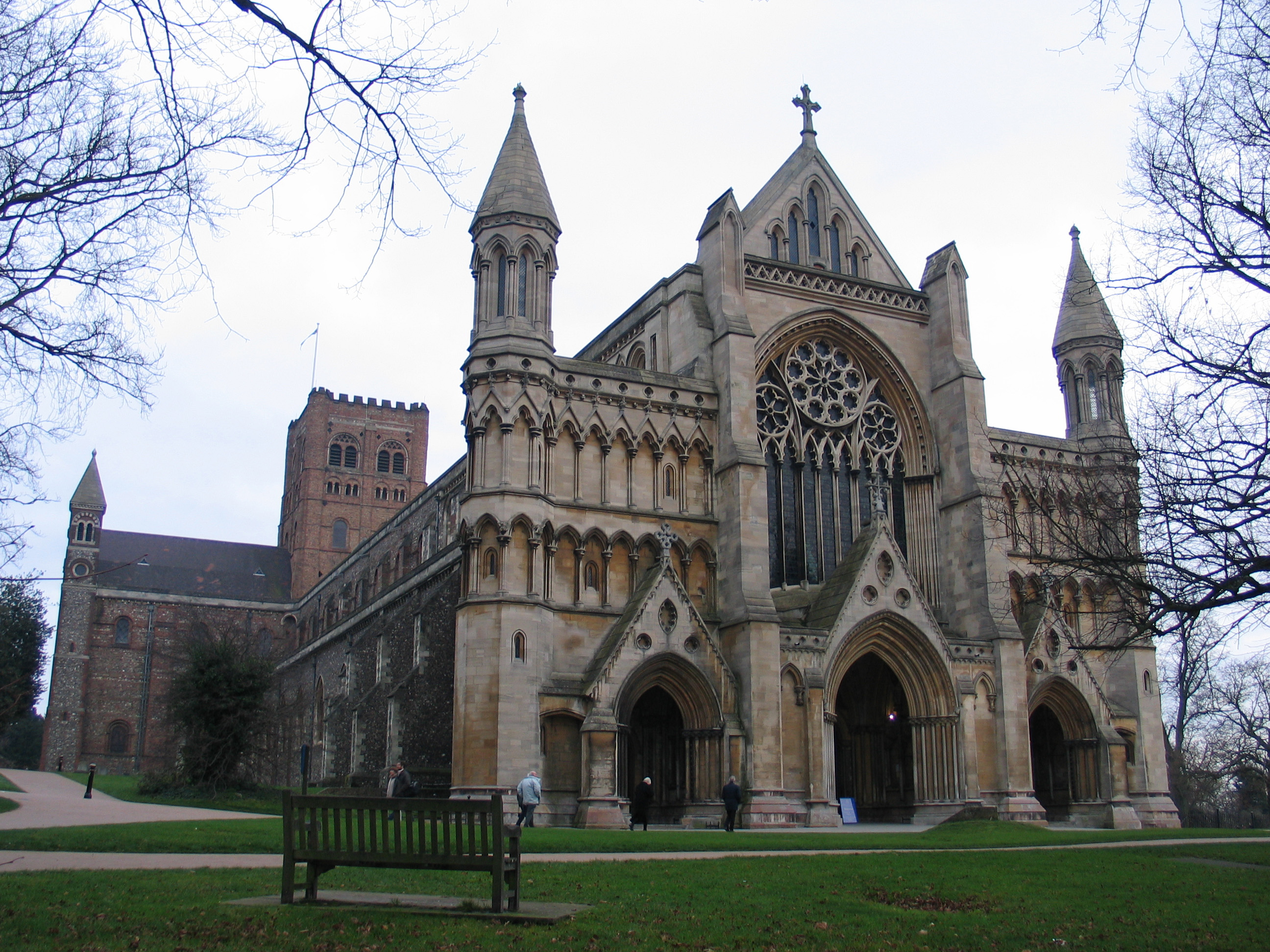
La cathédrale vue de face.
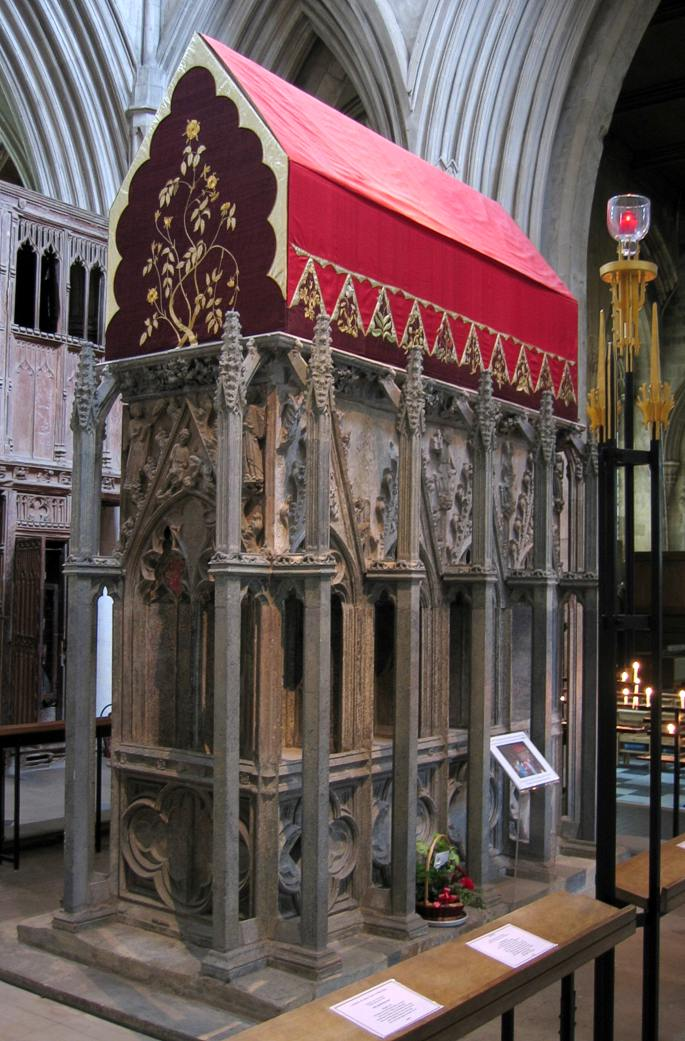
La châsse de saint Alban.
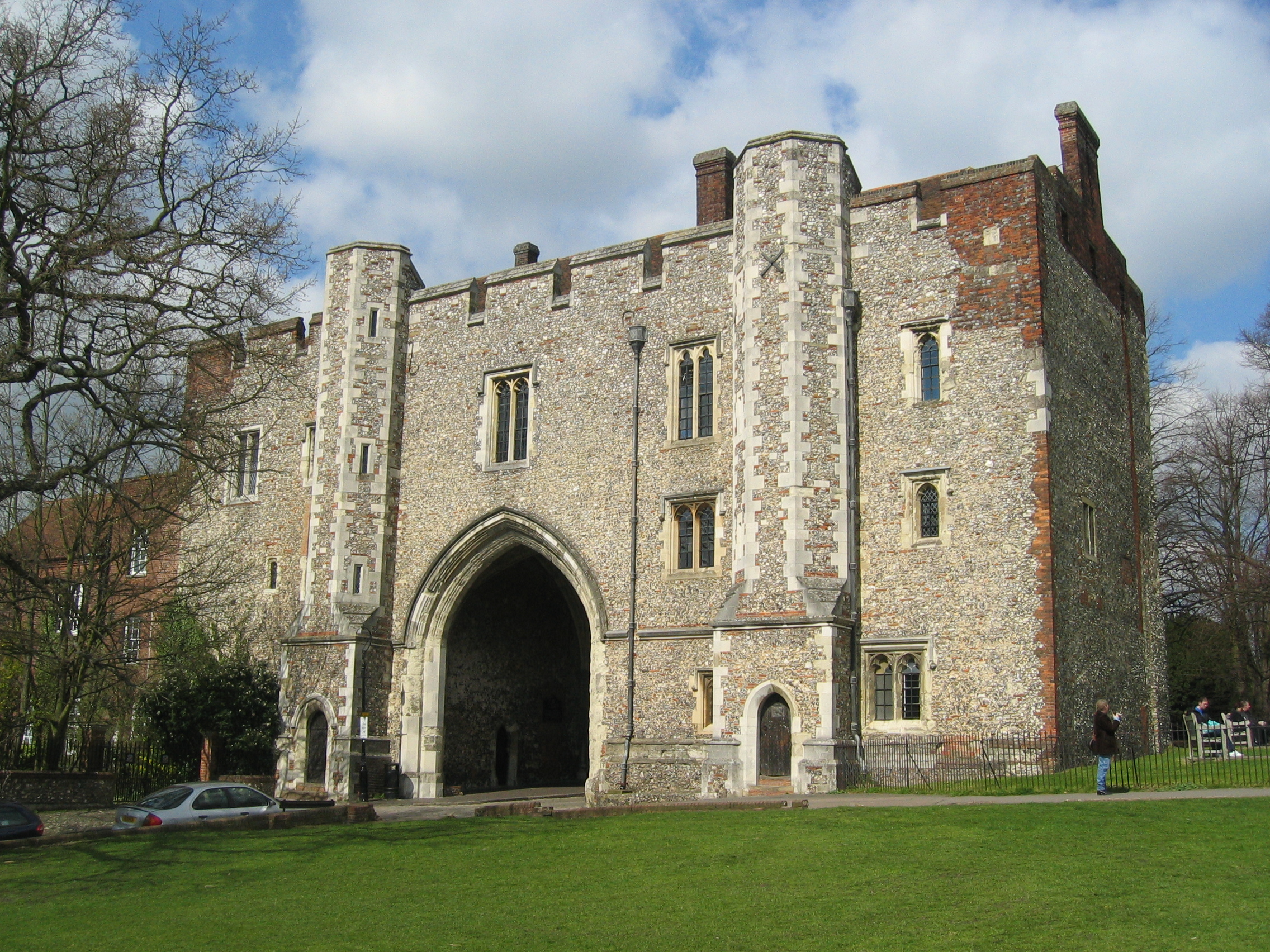
Ancienne porte de l'abbaye.
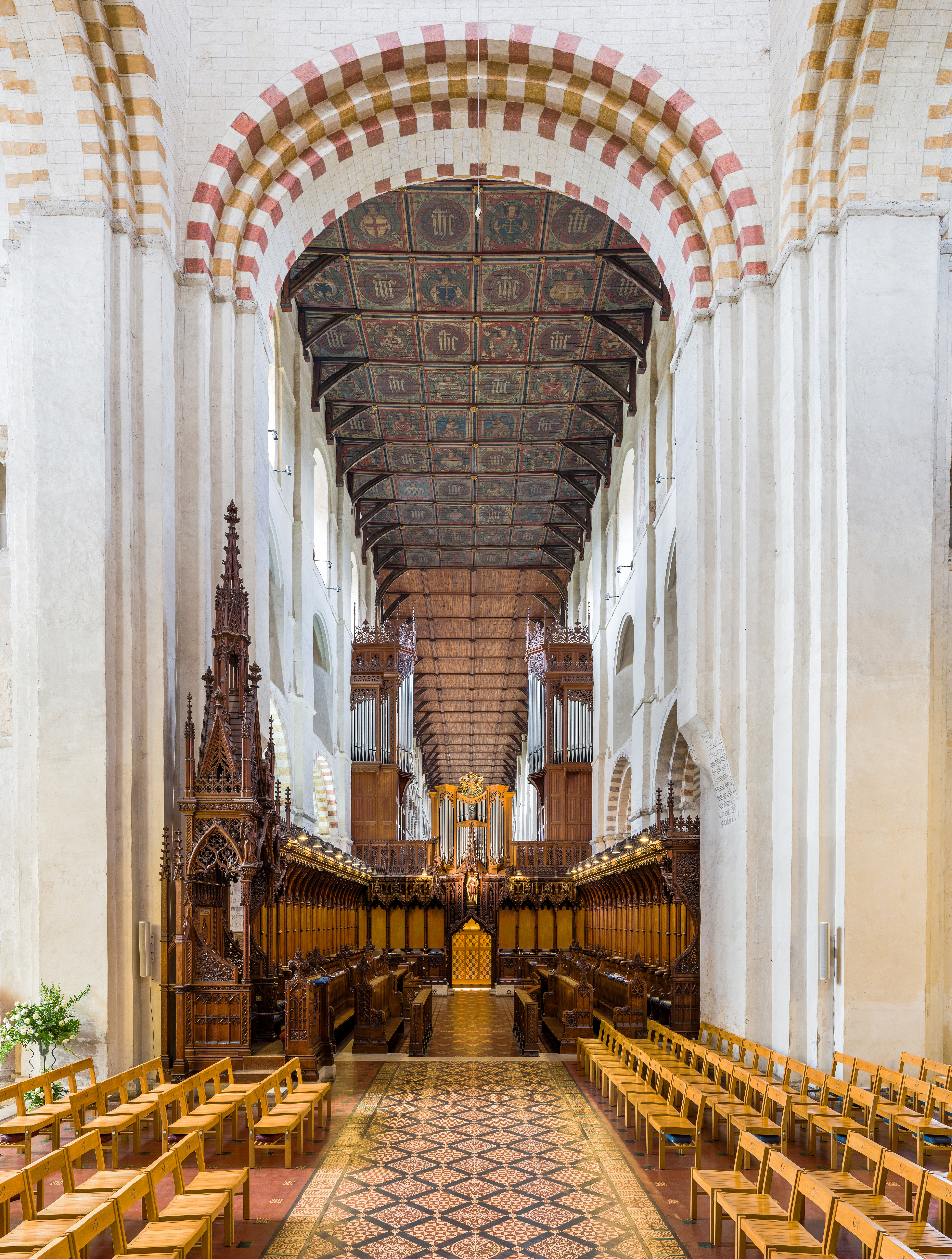
Le choeur de la cathédrale (août 2014).